# Silver War Badge

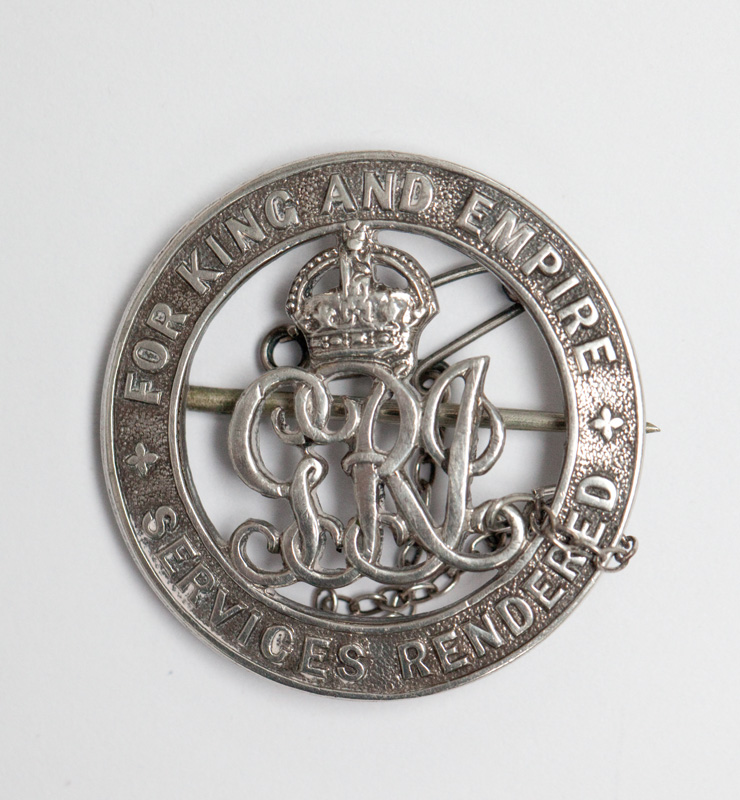
Silver War Badge (verliehen ab 1916)

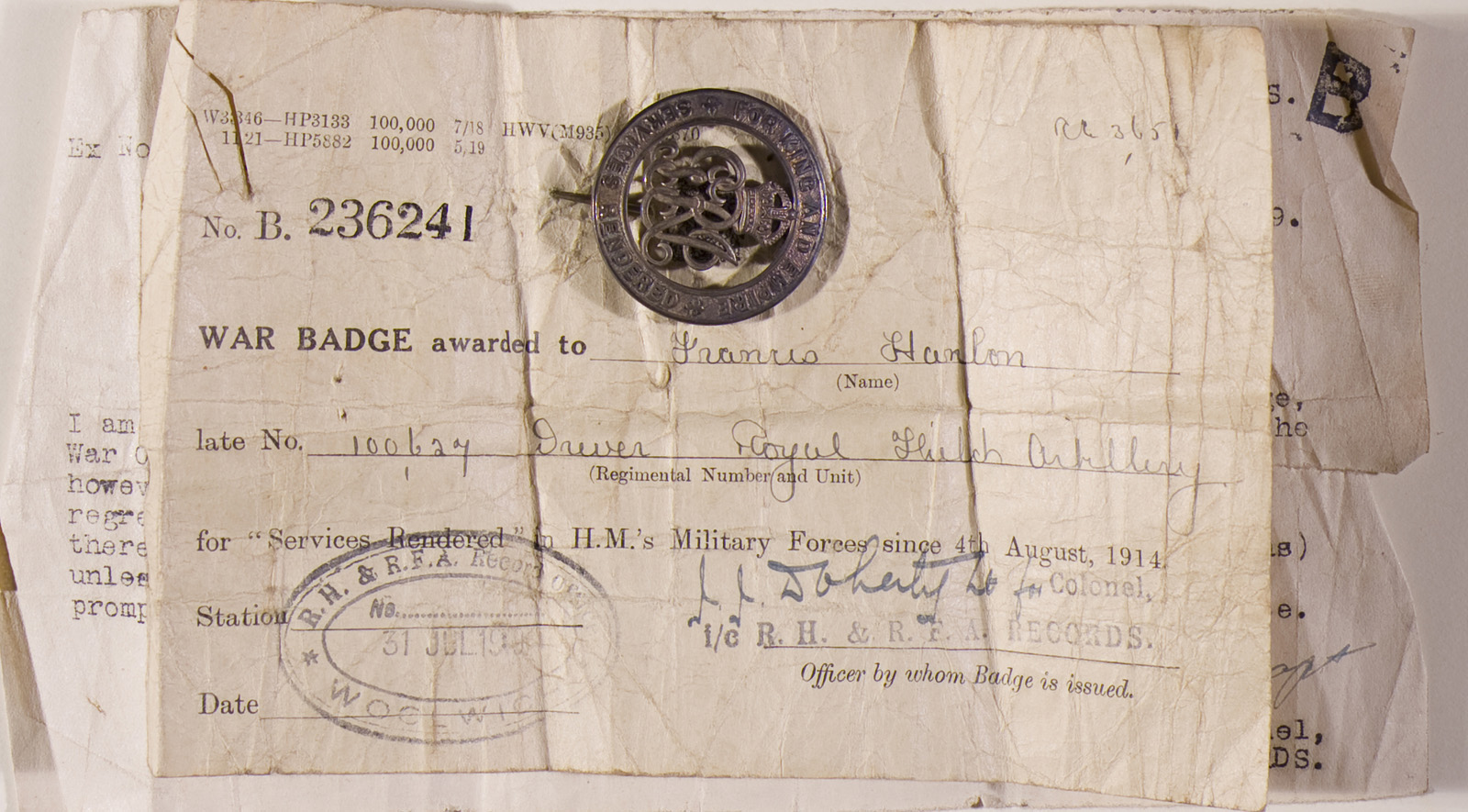
Silver War Badge und Verleihungsbescheinigung

Der Silver War Badge (SWB, dt. so viel wie „silbernes Kriegsabzeichen“) war ein ab 1916 in den Staaten des Britischen Weltreichs verliehenes Ehrenzeichen für Militärangehörige oder Angehörige der unterstützenden Dienste, die wegen Verwundung, Krankheit oder aus anderen Gründen vorzeitig ehrenhaft aus dem Dienst entlassen wurden. Es wird bisweilen – verkürzend – als „Verwundetenabzeichen“ bezeichnet.

## Geschichte
Die Verleihung des Silver War Badge wurde im September 1916 durch König Georg V. autorisiert und im selben Monat erstmals verliehen, und zwar auch rückwirkend bis zum Datum des britischen Kriegseintritts im August 1914. Sofern der oder die Betreffende an Kriegsschauplätzen gedient hatte, wurde er zusammen mit einem King’s Certificate of Discharge verliehen. Die Verleihung erfolgte auf Antrag und nach Begutachtung der Gründe.
Das Abzeichen diente auch einem ganz praktischen Zweck: Seine Träger waren für die Dauer des Krieges vor Anfeindungen durch Personen geschützt, die erbost darüber waren, dass der Betreffende nicht im Krieg diente (vgl. Order of the White Feather).

## Beschreibung und Trageweise
Das kreisrunde Abzeichen wurde aus Sterling-Silber hergestellt. Es besteht aus den königlichen Initialen GRI (für Georgius Rex Imperator) unter der Tudorkrone (royal cypher). Am Rand befindet sich die Inschrift FOR KING AND EMPIRE – SERVICES  RENDERED.
Jedes der Abzeichen ist auf der Rückseite nummeriert, was zusammen mit den Verleihungslisten eine namentliche Zuordnung erlaubt. Vor der Nummer steht häufig ein Präfix, das etwa zur Zuordnung nach Herkunftsstaaten des Trägers dient.
Der SWB war ausschließlich zum Tragen in Zivilkleidung gedacht, ein Anbringen an der Uniform war verboten. Er wurde auf der rechten Brustseite getragen.
Jedem vom Kriegsministerium ausgestellten Abzeichen war ein W5149-Formular beigefügt

Das beiliegende Kriegsabzeichen und die Bescheinigung Nr. _______ werden hiermit an _____________________ in Bezug auf ____ Dienst als Soldat der Streitkräfte Seiner Majestät übermittelt.
Das Abzeichen wird auf der rechten Brust oder am rechten Revers der Jacke getragen, jedoch nicht in Marine- oder Militäruniform. Duplikate des Abzeichens und der Urkunde können unter keinen Umständen ausgestellt werden.
Der Empfang derselben ist hierauf zu bestätigen.

## Vergabekriterien
Jeder Angehörige des Militärs oder Zivilist in Militärdiensten (z. B. Ärzte und Krankenschwestern) aus dem Britischen Weltreich, der bis zum 31. Dezember 1919 ehrenhaft aus einem der folgenden Gründe aus dem Dienstverhältnis entlassen wurde, war zum Tragen der Auszeichnung berechtigt:
- (i) References on enlistment being unsatisfactory.
- (ii) Having been irregularly enlisted.
- (iii) Not likely to become an efficient soldier (with subclauses as below)
  - (a) Recruit rejected both by Medical Officer and Approving Officer
  - (b) Recruit passed by Medical Officer, but rejected by a Recruiting Officer stationed away from the headquarters of the recruiting area, or by Approving Officer
  - (c) Recruit within three months of enlistment considered unfit for service
    - (cc) Recruits with more than three months service considered unfit for further military service

  - (d) Recruit who after having undergone a course of physical training is recommended by an examining board to be discharged, or in the case of a mounted corps is unable to ride
  - (e) Soldier of local battalion abroad considered unlikely to become efficient
  - (f) Boy who, on reaching 18 years of age, is considered to be physically unfit for the ranks
- (iv) Having been claimed as an apprentice.
- (v) Having claimed it on payment of £10 within three months of his   attestation.
- (vi) Having made a mis-statement as to age on enlistment (with subclauses as below)
  - (a) Soldier under 17 years of age at date of application for discharge
  - (b) Soldier between 17 and 18 years of age at date of application for discharge
- (vii) Having been claimed for wife desertion (with subclauses as below)
  - (a) By the parish authorities
  - (b) By the wife
- (viii) Having made a false answer on attestation.
- (ix) Unfitted for the duties of the corps.
- (x) Having been convicted by the civil power of_____, or of an offence committed before enlistment.
- (xi) For misconduct.
- (xii) Having been sentenced to penal servitude.
- (xiii) Having been sentenced to be discharged with ignominy.
- (xiv) At his own request, on payment of _____ under Article 1130 (i), Pay Warrant.
- (xv) Free, after ____ years’ service under Article 1130 (ii), Pay Warrant (with subclauses as below)
  - (xva) Free under Article 1130 (i), Pay Warrant
  - (xvb) Free to take up civil employment which cannot be held open
- (xvi) No longer physically fit for war service.
  - (xvia) Surplus to military requirements (having suffered impairment since   entry into the service).
- (xvii) –
- (xviii) At his own request after 18 years service (with a view to pension   under the Pay Warrant).
- (xix) For the benefit of the public service after 18 years’ service   (with a view to pension under the Pay Warrant).
- (xx) Inefficiency after 18 years’ service (with a view to pension under the   Pay Warrant).
- (xxi) The termination of his ____ period of engagement.
- (xxii) With less than 21 years’ service towards engagement, but with 21 or   more years’ service towards pension.
- (xxiii) Having claimed discharge after three months’ notice.
- (xxiv) Having reached the age for discharge.
- (xxv) His services being no longer required.
  - (xxva) Surplus to military requirements (Not having suffered impairment   since entry into the service).
- (xxvi) At his own request after 21 (or more) years’ service (with a view to   pension under the Pay Warrant).
- (xxvii) After 21 (or more) years’ qualifying service for pension, and with 5   (or more) years’ service as warrant officer (with a view to pension under the   Pay Warrant).
- (xxviii) On demobilization

Quelle: King’s Regulations 392

## Verleihungszahlen
Die Aufzeichnungen über die Verleihungen enthalten Rang, Regimentsnummer, Einheit, das Datum von Rekrutierung und Entlassung und den Grund für die Entlassung. Sie werden u. a. von den The National Archives (für das Vereinigte Königreich) aufbewahrt.
Etwa 1,15 Millionen Silver War Badges wurden insgesamt vom War Office an Soldaten verliehen.
- ohne Präfix (1. Serie, mit horizontaler Anstecknadel): vergeben von September 1916 bis März 1918, ca. 360.000
- ohne Präfix (2. Serie, mit vertikaler Anstecknadel): vergeben von März bis September 1918, ca. 90.000
- Präfix „B“: vergeben von September 1918 bis Dezember 1919, ca. 450.000
- Präfix „O“: vergeben zwischen Dezember 1919 und Januar 1920, ca. 5.000
- ohne Präfix (3. Serie): vergeben von Januar 1920 bis März 1992, ca. 70.000

Im April 1918 wurden die Regularien geändert, unter anderem wurden Präfixe für die Teilstreitkräfte eingeführt. Auch erhielten Zivilisten in Militärdiensten jetzt die Möglichkeit, eine Auszeichnung zu beantragen.
Präfixe nach Teilstreitkräften:
- MS – Merchant Service wie Handelsmarine[6]
- RAF – Royal Air Force
- RN – Royal Navy

Präfixe nach Land:
- A – Australien (Australian Imperial Force)
- C – Kanada (Canadian Expeditionary Force)
- I – Britisch-Indien
- N – Neufundland
- NZ – Neuseeland (New Zealand Expeditionary Force)
- SA – Südafrika